# Taglio Nuovo
Il Taglio o Canale di Mirano (30) è il canale artificiale, di tipo pensile, che convoglia le acque del fiume Muson Vecchio al Naviglio del Brenta.
Fu scavato tra il 1604 e il 1613, tagliando letteralmente (da qui il nome) in senso ortogonale sette altri corsi d'acqua. Partendo da Mirano verso Mira Taglio si incrociano lo scolo Menegon (nc), il fiume Lusore (209), lo scolo Cesenego (nc), lo scolo Comuna (1030), il fiume Pionca (223), la roggia Tergolino (898) e il rio Serraglio (720).
Le acque di questi corsi d'acqua passano al di sotto del suo letto per mezzo di sifoni.
Inizia dal bacino di sotto di Mirano passa per Marano Veneziano e raggiunge il Naviglio del Brenta a Mira Taglio. La via d'acqua è proseguita poi dal Taglio Novissimo, che da Mira Taglio raggiunge la Laguna Veneta a nord di Chioggia.
Il Canale di Mirano era navigabile con un solo tipo di barche, che furono chiamate "barche di Mirano".
Dopo la sua realizzazione, il vecchio letto del Muson ritornò al solo vecchio scolo Menegon.

## Dati medi di navigazione 1875-1879
- Numero medio delle barche ascendenti 200 e altrettanti discendenti.
- Tonnellate trasportate: derrate merci t 4700, materiali diversi t 1100.
- Secondo «la provincia di Venezia», la portata massima delle barche era di t 20 [...]
- La tariffa era di L 0,08 per t al km (Km/t). Si pagava all'attiraggio a Mira e a Mirano e da Mira a Lova.
- Lunghezza del percorso Mira-Mirano: km 6,63.
- il diritto di restara era di ducati 10 all'anno.»